# Campionato Under-21 (calcio a 5)
Il Campionato Under-21 è una competizione calcettistica giovanile. Viene organizzata dalla Divisione Calcio a 5 e riservata ai ragazzi che non abbiano ancora compiuto il 22º anno di età nell'anno di inizio della stagione sportiva. Il torneo si articola in molti gironi territoriali ognuno dei quali esprime diverse formazioni che prendono poi parte alla fase nazionale ad eliminazione diretta. La prima edizione, giocata nella stagione 1997-98, è stata vinta dal Milano. Al campionato riservato agli Under 21, nel 2000 la Divisione Calcio a 5 ha affiancato una coppa di categoria che si articola in gare di andata e ritorno con una fase finale detta Final Four giocata in sede unica. A partire dal 2009 si gioca anche la Supercoppa.
A seguito della riforma dei campionati giovanili a partire dalla stagione 2017-18 non è più a livello nazionale, venendo sostituito così dal Campionato Under-19. Viene organizzata quindi una fase finale tra i vari vincitori della fase regionale, mentre la coppa e la supercoppa vengono soppresse.

## Albo d'oro

### Under-21 nazionale
| Stagione  | Campionato     | Coppa          |
| --------- | -------------- | -------------- |
| 1997-1998 | Milano         | Non disputata  |
| 1998-1999 | Torino         | Non disputata  |
| 1999-2000 | BNL Roma       | Non disputata  |
| 2000-2001 | Pescara        | Pescara        |
| 2001-2002 | Augusta        | Augusta        |
| 2002-2003 | Stabia         | San Paolo Pisa |
| 2003-2004 | Arzignano      | BNL Roma       |
| 2004-2005 | Aosta          | Arzignano      |
| 2005-2006 | Brillante Roma | CLT Terni      |
| 2006-2007 | Lazio Nepi     | CLT Terni      |
| 2007-2008 | Augusta        | CLT Terni      |
| 2008-2009 | Napoli         | Bisceglie      |
| 2009-2010 | CLT Terni      | Kaos           |
| 2010-2011 | Kaos           | LCF Martina    |
| 2011-2012 | PesaroFano     | Kaos           |
| 2012-2013 | Kaos           | Asti           |
| 2013-2014 | Lazio          | Kaos           |
| 2014-2015 | Cogianco       | Lazio          |
| 2015-2016 | Kaos           | Aosta          |
| 2016-2017 | Orte           | Pescara        |

### Under-21 regionale
| Stagione  | Vincitore      | Finalista           |
| --------- | -------------- | ------------------- |
| 2017-2018 | United Aprilia | Pavia               |
| 2018-2019 | Fenice         | Leonardo            |
| 2021-2022 | X Martiri      | Real AVM            |
| 2022-2023 | X Martiri      | AtlEtico Taurinense |
| 2023-2024 | X Martiri      | Top Five            |

### Supercoppa italiana
| Stagione | Vincitore   | Finalista  |
| -------- | ----------- | ---------- |
| 2009     | Napoli      | Bisceglie  |
| 2010     | Terni       | Kaos       |
| 2011     | LCF Martina | Kaos       |
| 2012     | Kaos        | PesaroFano |
| 2013     | Kaos        | Asti       |
| 2014     | Lazio       | Kaos       |
| 2015     | Cogianco    | Lazio      |
| 2016     | Kaos        | Aosta      |